# عينة منتج

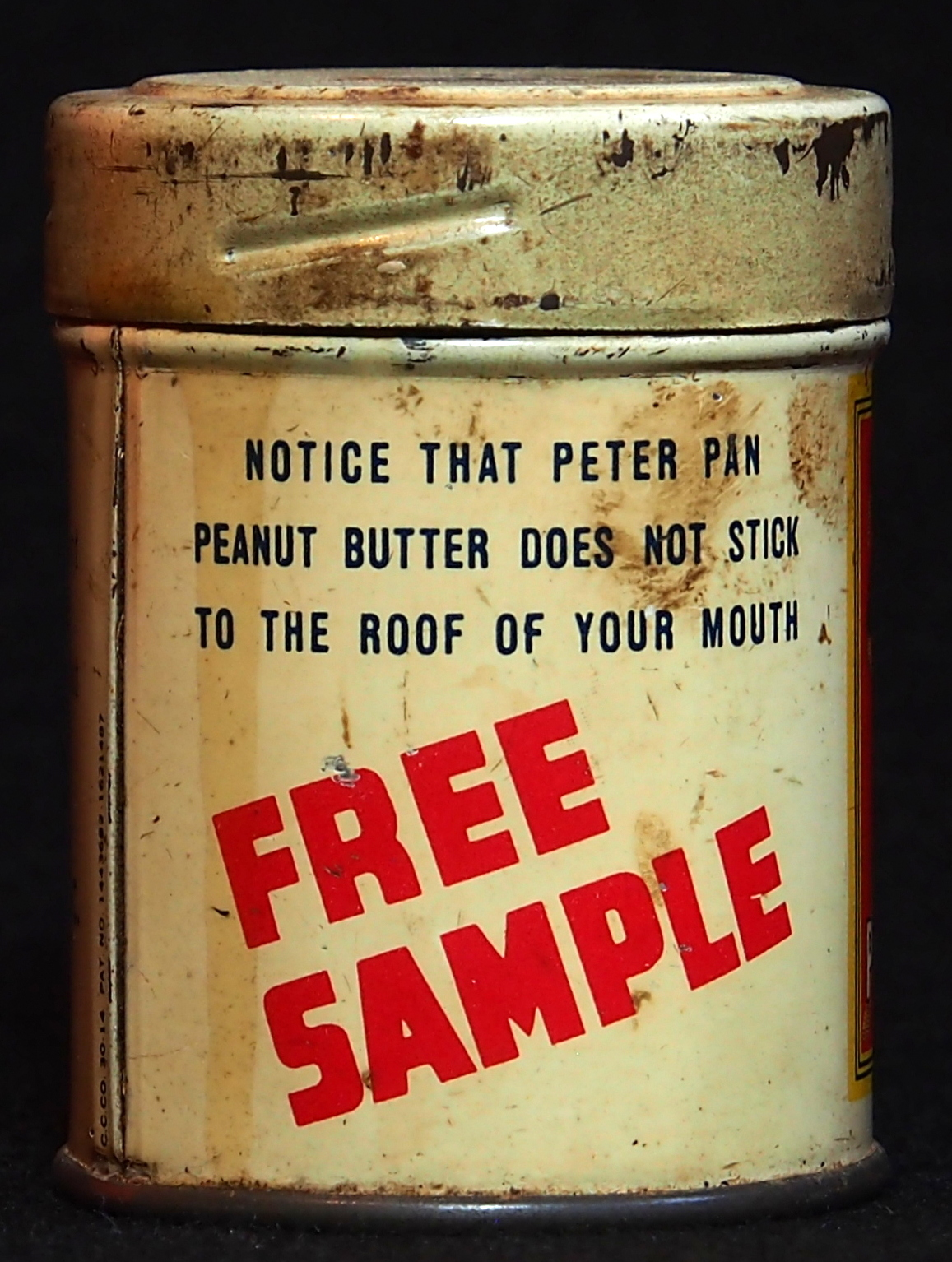

عينة منتج هي عينة من منتج استهلاكي تعطي للمستهلك مجاناً ليستطيع أن يجرب المستهلك المنتجات قبل الشراء.

## تعريف
العينة المجانية أو الهدية الترويجية هي قطعة من المواد الغذائية أو غيرها من المنتجات (على سبيل المثال منتجات التجميل) والتي تعطي للمستهلكين في محلات السوبر ماركت ومحلات البيع بالتجزئة أو من خلال قنوات أخري (عبر الإنترنت مثلاً) أحياناً تكون عينات المنتجات غير القابلة للتلف مدرجة في التسويق المباشر .
الغرض من العينة المجانية هو تعريف المستهلكين بالمنتج الجديد ويشبه مفهوم اختبار القيادة في أن العميل قادر علي تجرية المنتج قبل الشراء.
علي الرغم من أنها طريقة مكلفة لاستهداف العملاء إلا أن زيادة المبيعات تصل ل 90% مما يجعلها واحدة من استراتيجيات التسويق الرئيسية لأسواق معينة